# Feliks Parnell (Kameramann)
Feliks Parnell (* 28. Oktober 1953 in Warschau, Polen) ist ein polnischer Kameramann.

## Leben
Parnell ist der Sohn des polnischen Tänzer und Choreografen Feliks Parnell. Von 1977 bis 1981 studierte er an der Staatlichen Hochschule für Film, Fernsehen und Theater Łódź. Anschließend zog er in die Vereinigten Staaten, wo er als Kameraassistent für Spielfilme Liquid Sky (1982) und Silent Madness (1984) arbeitete. Mit dem von Rick Rubin inszenierten Musikdrama Mad Dogs – Im Schatten der Gewalt debütierte Parnell 1988 als Kameramann für einen Langspielfilm. In den nächsten Jahren drehte er vor allen Dingen Independent- und Fernsehfilme, bevor er als Kameramann von Fernsehserien wie Medical Investigation, CSI: NY und The Event drehte. Sein Schaffen umfasst mehr als 40 Produktionen.

## Filmografie (Auswahl)
Film
- 1988: Mad Dogs – Im Schatten der Gewalt (Tougher Than Leather)
- 1995: In den Krallen der Leidenschaft (Serpent's Lair)
- 1996: Drei Profis und ein cooler Job (Small Time)
- 1997: Der Mann, der zweimal starb (Amnesia)
- 1997: Der Teufel in Weiß (The Nurse)
- 1997: Poison Ivy – The New Seduction (Poison Ivy: The New Seduction)
- 1997: The Magic of Love (The Price of Kissing)
- 1999: Das Gen-Experiment (Evolution's Child)
- 2000: Single-Alarm – Unser Daddy braucht'ne Frau! (Personally Yours)
- 2003: Columbo: Die letzte Party (Columbo Likes the Nightlife)
- 2005: Arnold – Sein Weg nach oben (See Arnold Run)

Serie
- 2004–2005: Medical Investigation (11 Folgen)
- 2005–2010: CSI: NY (56 Folgen)
- 2010–2011: The Event (15 Folgen)
- 2012: Awake
- 2013–2018: Marvel’s Agents of S.H.I.E.L.D. (62 Folen)